# Katedrála svatého Štěpána (Litoměřice)
Katedrála svatého Štěpána v Litoměřicích je katedrální a kapitulní chrám litoměřické diecéze, a jedna z nejvýznamnějších kulturních památek Litoměřic. Je chráněna jako kulturní památka.

## Základní popis

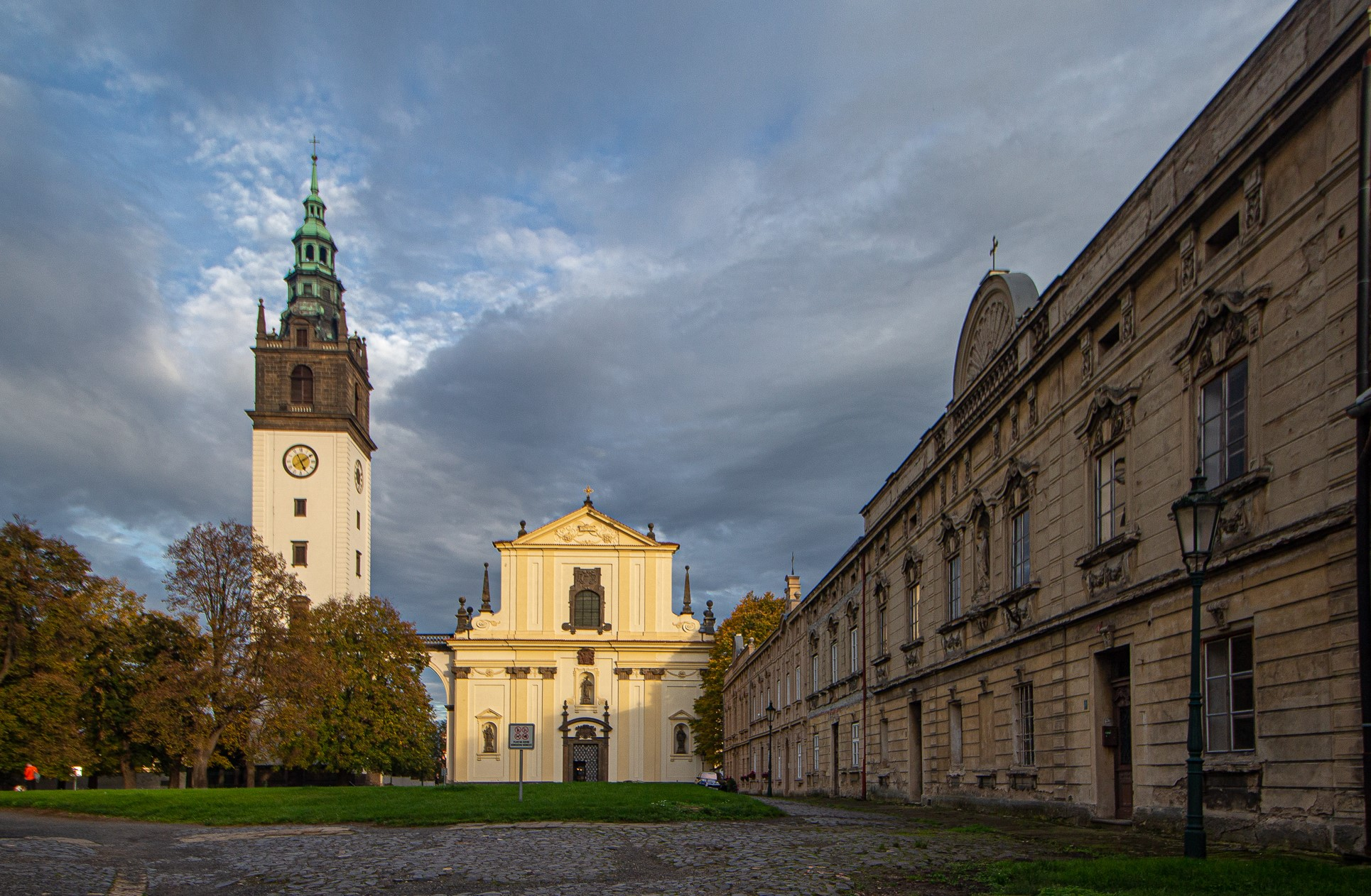
Pohled na katedrálu s věží z Dómského náměstí s kanovnickými domky

Nachází se na Dómském pahorku na Dómském náměstí. Kostel byl vybudován již jako katedrála nově založené litoměřické diecéze v 60. letech 17. století. Místo mu musel uvolnit starší kostel (původně přemyslovská bazilika) sv. Štěpána vybudovaný v románském stylu v 11. století a ve 14. století přestavěný ve stylu gotickém.

## Patrocinium
- sv. Štěpán (prvomučedník), liturgická oslava: 26. prosince;

Spoluzasvěcení (lat. conpatrocinium):
- sv. Felix ze Sutri, liturgická oslava: 23. června;
- sv. Viktorín z Amiterna (lat. Amiternum, dnešní San Vittorino), liturgická oslava: 5. září.

Vlastní slavnost k výročí posvěcení katedrály se koná každoročně 20. září.

## Exteriér
Jde o velký jednolodní kostel vybudovaný v barokním stylu (zvenčí ovšem vypadá jako trojlodní bazilika), po obou stranách jsou tři průchozí kaple. Průčelí bylo původně koncipováno pro dvě věže, ale ty nakonec nebyly realizovány nad hlavní římsu a splynuly s ním. Věž (zvonice) je propojena s hlavní chrámovou budovou spojovacím obloukem, je podstatně mladší, pochází z konce 19. století. Větší opravy na statickém zajištění stavby se konaly zvláště v letech 1716, 1778, 1825 a 1892.

## Interiér
Pochází většinou z doby 1. litoměřického biskupa Schleinitze a zachoval se v celistvosti až dodnes. Jedná se o hlavní oltář, šest velkých oltářů v bočních kaplích, kazatelnu, chorové lavice (bohatě zdobená kanovnická stalla nesou znaky biskupa Schleinitze) i lavice v lodi katedrály, dvě zpovědnice poblíž hlavního vchodu, a dále kredence a skříně v obou sakristiích. Vše v černozlatém boltcovém raně barokním slohu. Pět velkých oltářních obrazů maloval Karel Škréta. Další obrazy jsou mj. od litoměřického mistra Josefa Czecha († 1779), Jana Petra Molitora (1702–1756) a dalších malířů.

### Hlavní oltář

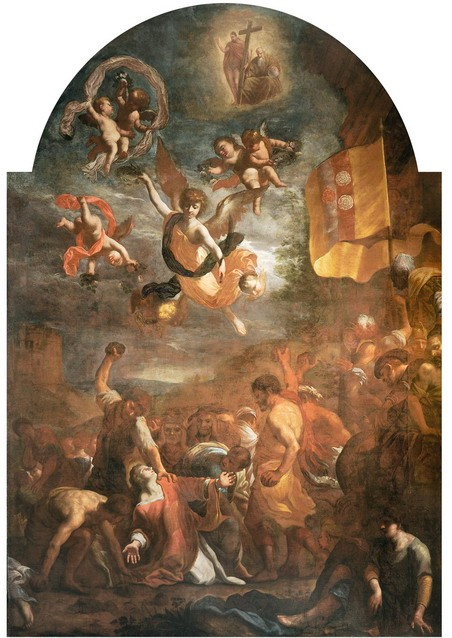
Karel Škréta: Kamenování svatého Štěpána

V presbytáři stojí velký hlavní oltář sv. Štěpána, patrona katedrály. Zdobí jej rozměrný obraz Ukamenování sv. Štěpána od Karla Škréty (1610–1674). Od listopadu 2010 do dubna 2011 byl hlavní oltářní obraz restaurován a vystaven v Jízdárně Pražského hradu. V nástavci oltáře se nachází menší obraz Panna Maria jako královna nebes rovněž od Karla Škréty.
Pod obrazem Ukamenování sv. Štěpána je umístěn krucifix (korpus na kříži je zhotoven ze slonové kosti), který daroval katedrále 2. litoměřický biskup Jaroslav Ignác Šternberk. Na podstavci tohoto kříže se nachází reliéf sv. Štěpána (značkovaná tzv. augšburská práce). Velké polychromované antependium hlavního oltáře uvádí výjev ze života sv. Štěpána. Dva velké svícny ze žlutého kovu stojících u boků hlavního oltáře (tzv. serafínky) pocházejí z první poloviny 17. století. Pod hlavním oltářem se nachází krypta.

### Velké boční kaple
Z pohledu od hlavního vchodu odpředu
po levé straně (tzv. evangelní strana):
- Kaple Panny Marie Bolestné
- Kaple sv. Andělů strážných
- Kaple sv. Václava

po pravé straně (tzv. epištolní strana):
- Kaple Panny Marie Radostné
- Kaple sv. Knížat apoštolských Petra a Pavla
- Kaple sv. Vojtěcha

Šest velkých bočních (statiových) oltářů v kaplích bylo posvěceno roku 1681 biskupem Šternberkem. Menší oltáře při pilířích katedrály jsou data pozdějšího. Byly většinou pořízeny biskupem Emanuelem Arnoštem z Valdštejna v letech 1760–1789. V každé z šesti kaplí je také krypta, kde byli pohřbíváni litoměřičtí biskupové a kanovníci litoměřické kapituly až do doby, než bylo zakázáno pohřbívat v kostelích. Posledním litoměřickým biskupem pochovaným v katedrále je Jan Adam Bernard Vratislav z Mitrovic.Biskup  Emanuel Arnošt z Valdštejna, byl „dočasně“ pohřben na malém hřbitůvku v ohrazené kapli sv. Jana Křtitele za biskupskou rezidencí v tzv. josefínské hrobce. Při pohřbech totiž musely být dodrženy i speciální pohřební předpisy. „Dočasnost“ v případě biskupa Valdštejna trvala až do konce 20. století, kdy se podařilo exhumovat jeho ostatky a provést i jejich antropologický průzkum. Ostatky pak byly uloženy v biskupské katedrále, v kryptě před oltářem Panny Marie Bolestné, jeho nástupcům bývala po smrti pouze vyjímána srdce, na znamení spojení biskupa se svou katedrálou, a ukládána do katedrálních pilířů. Ve 21. století však tento starobylý zvyk ustal a srdce biskupa Josefa Koukla († 22. května 2010) již nebylo po smrti z těla vyňato, pouze byla v katedrále umístěna pamětní deska připomínající tohoto biskupa.

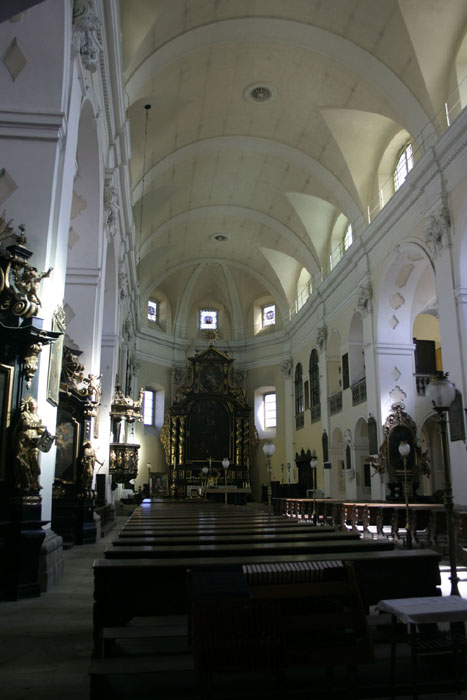
Interiér katedrály

#### Kaple Bolestné Matky Boží (Mater Dolorosa)
Kaple Panny Marie bolestné nese na oltáři eucharistický svatostánek. Místo oltářního obrazu je zde umístěna vzácná dřevěná polychromovaná pieta z dřívějšího gotického kolegiátního kostela. Až do roku 1900 byla ukryta za skleněným poklopem, který drželi dva andělé. Antependium představuje Ježíšův pohřeb.
U pilíře je oltář „Příbuzenstva Kristova“ s obrazem od Kryštofa Tietze z roku 1690. Dále byl do roku 1933 zasvěcený sv. Ludmile. Roku 1933 dal biskup Josef Gross místo oltářního obrazu sochu Božského Srdce Páně. Na predelle je obraz „Panny Marie, Matky dobré rady“. Od roku 2012 bylo navráceno původní určení pod názvem Oltář rodiny Kristovy. Původní sošky andělů korespondující s podobnými soškami v protilehlé pravé části chrámové lodi, byly uloženy do depozitáře. Nad ním je pak umístěn obraz vztahující se k tomuto zasvěcení. Socha Nejsvětějšího Srdce Páně byla umístěna do blízké niky. Dřevěný reliéf dole ukazuje smrt sv. Anny.
V protějším pilíři je zazděno lidské srdce biskupa Vincence Eduarda Mildeho + 1853 a biskupa Hilleho, který zemřel v roce 1865.

#### Kaple Panny Marie Radostné (Mater Gaudiosa)
Nad oltářem kaple Panny Marie je umístěný milostný obraz Panny Marie Radostné, deskový obraz Panny Marie s děťátkem, na způsob východních milostných obrazů, pocházející z Míšně. Obraz bývá též nazýván: „Míšeňská madona“.
Protože první litoměřický biskup Maxmilián Rudolf ze Schleinitz měl k obrazu osobní vztah a dal se pohřbít do hrobky před ním. Na oltářní mense jsou ve zlacené vyřezávané schránce uloženy ostatky sv. Viktorína z Amiterna, které sem umístil v roce 1692 biskup Šternberk. Nad schránkou je zavěšený oválný obraz sv. Viktorína od Kryštofa Tietzeho. Antependium představuje umučení sv. Viktorína.
Oltář na pilíři je zasvěcen sv. Janu Nepomuckému, jehož umučení připomíná dřevoryt na antependiu.

#### Kaple sv. Andělů strážných
Také tato kaple, zasvěcená sv. Andělům strážným, se honosí Škrétovým oltářním obrazem, a to sice sv. archanděla Rafaela, který doprovází mladistvého biblického Tobiáše. Dřevěné antependium v reliéfu zobrazuje biblický výjev „Sen patriarchy Jakuba“. Na oltář byly 12. listopadu 2009 umístěny ostatky sv. Zdislavy, zapečetěné a uložené do nově rekonstruovaného relikviáře. Oltářní obraz byl naposled zrestaurován v roce 2011.
U pilíře se nachází oltář sv. Barbory, pod obrazem je pak reliéf představující scénu „Stětí sv. Barbory“. Oltář je na bocí opatřen sochami sv. Agáty a sv. Apolónie. Proti tomuto oltáři na pilíři je mramorový epitaf dómského děkana F. I. Reintsche z roku 1754, který zřídil tento oltář.

#### Kaple sv. Knížat apoštolských Petra a Pavla
Kaple, zvaná sv. Knížat apoštolských Petra a Pavla, má na svém oltáři originální Škrétův obraz. Na dřevěném antependiu jsou výjevy ze života obou apoštolů.
U pilíře stojí oltář „Čtrnáct svatých pomocníků“ (autorem obrazu je František Antonín Müller) se sochami sv. Ambrože a sv. Augustina. Pilíř proti tomuto oltáři nese mramorový epitaf generála Julia Radikatiho, padlého v bitvě u Lovosic 1. října 1756. Latinský nápis v českém překladu zní: „Zde leží co bylo smrtelné na muži nesmrtelné paměti J. C. hrabě Radikati, cís. kr. vojska cís. velitel obrněnců velitel a tribun rytířské kázně obnovitel v bitvě u Lovosic léta spásy 1756, 1. října, přestatečně bojuje život položil, slávu rozmnožil, příklad vzácné věrnosti a statečnosti. Žil 57 let, 9 měsíců, 7 dnů. Marie Terezie císařovna tento pomník za zásluhy! Pokoj jemu, ať odpočívá v pokoji.“

#### Kaple sv. Václava
Nachází se v ní oltář s oltářním obrazem znázorňující „smrt sv. Václava“ od Karla Škréty. Na oltářní mense stojí bohatě zlacená schránka (rakvička) s ostatky sv. Felixe ze Sutri, jehož oválný obraz zdobí víko schránky. Tyto ostatky přivezl biskup Šternberk roku 1676 z Říma z katakomb sv. Cyriaka. Antependium tvoří polychromovaný dřevoryt znázorňující sv. Václava lisujícího hrozny a „umučení sv. Felixe“.
U pilíře stojí oltář sv. Maří Magdaleny s oltářním obrazem od Josefa Czecha. Pod oltářem je v kartuši reliéf zachycující jak Maří Magdalena umývá Kristu nohy. V nástavci oltáře je umístě obraz sv. Pavlíny. Po bocích oltáře je sochy sv. Kateřiny a sv. Veroniky.

#### Kaple sv. Vojtěcha
Kaple sv. Vojtěcha je rovněž ozdobena obrazem od Karla Škréty. Od 8. srpna 2012 bylo započato s restaurováním tohoto obrazu. Na své původní místo se obraz vrátil 12. prosince 2013. Nad oltářním stolem je umístěna ozdobná skleněná rakev s ostatky sv. Klementa z římských katakomb. Antependium zachycuje jednu z legend o svatém Vojtěchovi..
U pilíře stojí oltář sv. Šebestiána se sochami sv. Františka Xaverského a sv. Rocha. Jedná se o tzv. „morový oltář“ (svatých pomocníků), protože všichni zobrazovaní světci (sv. Karel Boromejský, sv. Šebestián, sv. František Xaverský i sv. Roch) jsou patrony proti moru. Obraz namaloval litoměřický mistr Josef Czech, sochy vytvořil Jan Antonín Eckert. Pod obrazem se nachází reliéf zobrazující smrt sv. Rozálie z Palerma, také patronky proti moru.

### Další prvky interiéru
Na pravé straně presbytáře je pověšen obraz sv. Jana Křtitele. Jedná se o kopii obrazu Bernardo Strozziho, darovanou sem v roce 1844. Nad ním jsou 4 obrazy evangelistů, které namaloval v roce 1844 Jan Gruss (1790–1855) z Litoměřic. Katedrální křtitelnice se sochou sv. Jana Křtitele pochází z první poloviny 19. století.
Kazatelna představuje velmi zdobnou řezbářskou práci. Jsou na ní umístěny sošky světců tzv. církevních otců: sv. Ambrože, sv. Jeronýma, sv. Augustina, sv. Řehoř Velikého a sv. Atanasia. Obraz sv. Matouše je kopií Škrétova obrazu z Křešic. Jedná se o práci Františka Josefa Kutschery z roku 1781. Na stříšce kazatelny je umístěna socha Spasitele, na vrcholu erb biskupa Schleinitze.
V katedrální lodi je umístěna pamětní deska o konsekraci katedrály biskupem Šternberkem dne 21. září 1681.
Na kruchtě jsou mohutné varhany ve starých rokokových skříních, avšak nový elektromagnetický stroj pochází od drážďanské firmy Jehmlich z roku 1942. Mají 4 manuály, 56 registrů a 3944 píšťal, z nichž největší píšťaly měří 5 a půl metru, zatímco nejmenší nedosahují délky ani jednoho centimetru. Od listopadu 2010 jsou v katedrále na boční empoře umístěny menší chórové varhany z roku 1620.

## Věž a zvonice

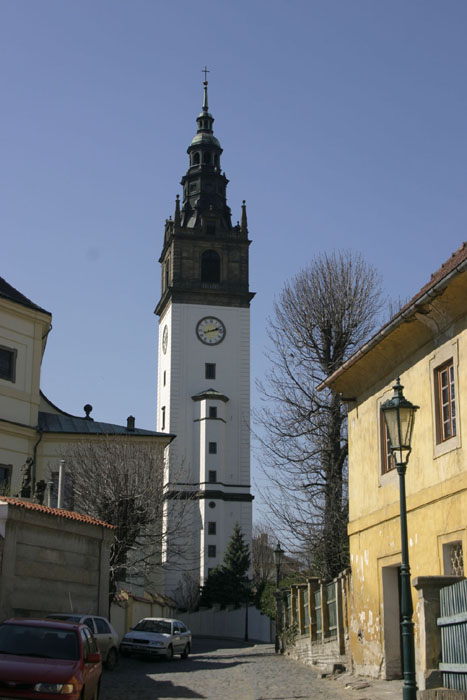
Věž katedrály
(pohled od brány do Máchovy ulice)

Věž katedrály je celkem 65 metrů vysoká, její čtvercový půdorys činí cca 9×9 metrů. Původní starší gotický chrám ani novější barokní katedrála věž neměly vůbec. Ta byla dostavěna až dodatečně ve dvou etapách. První část stavby proběhla z popudu biskupa Hugo Königsegga v letech 1711 až 1720, byly vybudovány základy věže až do výše 11 metrů, na nichž pak spočívala dřevěná barokní zvonice. Další dostavbu věže inicioval litoměřický biskup Antonín Ludvík Frind, dostavba věže do dnešní podoby proběhla v letech 1879 až 1881 podle návrhu rakouského architekta barona Heinricha Ferstela. Na spojovací oblouk mezi věž a katedrálu byl umístěn osobní znak 14. litoměřického biskupa Emanuela Jana Schöbela.
Věž katedrály je od roku 2010 přístupná pro veřejnost a je z ní krásný výhled na město i na jeho nejbližší okolí.

## Duchovní správcové katedrály
- seznam duchovních správců je na stránce Římskokatolická dómská farnost u svatého Štěpána Litoměřice

## Svatá brána
U příležitosti Mimořádného Svatého roku Božího milosrdenství otevřel biskup Jan Baxant 13. prosince 2015 vchodové dveře katedrály jako Svatou bránu s možností získat odpustky podle propozic encykliky Misericordiae vultus, kterou vydal papež František.

## Kulturní akce
V katedrále se také od rok 2000 odehrává varhanní hudební festival s názvem Litoměřické varhanní léto, kde vystupují přední čeští i zahraniční varhaníci.